# Koekamer
Koekamer (Frans: Cocambre) is een gehucht in de Belgische provincie Oost-Vlaanderen. Het ligt op de grens van de stad Ronse en van Schorisse, deelgemeente van Maarkedal.
Het gehucht ligt 3,5 kilometer ten zuidwesten van het dorpscentrum van Schorisse en vijf kilometer ten noordoosten van het stadscentrum van Ronse. Koekamer sluit aan op het gehucht Annoven ten oosten.

## Geschiedenis
Reeds voor 1456 werd hier al een windmolen opgetrokken, de Koekamermolen.
Het gehucht lag tijdens het ancien régime op de grens van het Graafschap Vlaanderen en een noordelijke uitloper van het grondgebied van het Graafschap Henegouwen. Het bevond zich aan de noordelijke bosrand van een uitgestrekt bosgebied waarvan nog het Muziekbos en Sint-Pietersbos restanten zijn.
Op de Villaretkaart uit het midden van de 18de eeuw is hier het gehucht Cocambe weergegeven met de windmolen Moulin de Cocambe, aan de rand van het bosgebied dat ter hoogte van het gehucht is aangeduid als Bois de Cocambe. De Ferrariskaart uit de jaren 1770 toont het grensgehucht Coecaemer met de windmolen Coecaemer Molen, met net ten zuidoosten een gehucht Audenhoven (Annoven).
Op het eind van het ancien régime, toen tijdens de Franse bezetting op het eind van de 18de eeuw de gemeenten werden gecreëerd, werd het Vlaamse deel van het gehucht ondergebracht in de gemeente Schorisse in het Scheldedepartement, de latere provincie Oost-Vlaanderen. Het Henegouwse deel van het gebied kwam bij de gemeente Ellezelles (Elzele), in het departement Jemmapes, de latere provincie Henegouwen. Het centrum van Elzele lag zo'n vier kilometer ten zuiden.
Op de Atlas der Buurtwegen uit 1841 is het gehucht op het grondgebied van Elzele aangeduid als La Coccambre; op de Vandermaelenkaart uit het midden van de 19de eeuw als Cocambre.
De Koekamermolen werd na de Eerste Wereldoorlog verkocht en in 1919 gesloopt.
In de jaren 1960 werd de taalgrens vastgelegd. Daarbij werd in 1962 het deel van Koekamer dat in Elzele lag, samen met de gehuchten Breucq en Ten Houte (La Haute), van de gemeente Elzele in de Waalse provincie Henegouwen, overgeheveld naar stad Ronse in de Vlaamse provincie Oost-Vlaanderen. Deze gehuchten waar ook Nederlandstaligen woonden, kwamen zo in een Vlaamse gemeente met taalfaciliteiten voor Franstaligen. Door deze afsplitsing kon de gemeente Elzele zelf een gewone Franstalige gemeente blijven, zonder nood aan taalfaciliteiten voor Nederlandstaligen.

## Bezienswaardigheden
Ten westen liggen enkele bossen, zoals het Bos Ter Eecken en het Sint-Pietersbos. Deze vallen binnen een gebied dat in de jaren 2020 door de Vlaamse overheid onder de naam "Muziekbos-Koekamerbos" werd vastgesteld als landschapsatlasrelict.

## Verkeer en vervoer
Door Koekamer loopt de N454 tussen Schorisse en Ronse.
Deelgemeente: Etikhove · Maarke-Kerkem · Nukerke · Schorisse

Overige dorpen en gehuchten: Annoven · Kerkem · Koekamer · Louise-Marie · Maarke

Belgische gemeenten · Arrondissement Oudenaarde · Oost-Vlaanderen · Vlaanderen
Deelgemeente: Ronse

Overige gehuchten en wijken: Breucq · De Klijpe · Deurne (Hoog-Deurne · Laag-Deurne) · Floréal · Klein Frankrijk · Koekamer · Stookt · Ten Houte

Belgische gemeenten · Arrondissement Oudenaarde · Oost-Vlaanderen · Vlaanderen